# The Kerry Gow
Pour plus de détails, voir Fiche technique et Distribution.
The Kerry Gow est un film américain sorti en 1911, réalisé par Sidney Olcott en Irlande, avec lui-même et Alice Hollister et Jack J. Clark. L'adaptation par Gene Gauntier d'une pièce de Joseph Murphy.

## Fiche technique
- Réalisation : Sidney Olcott
- Scénario : Gene Gauntier d'après une pièce homonyme de Joseph Murphy
- Photographie : George K. Hollister
- Production : kalem
- Société de distribution : General Film Company
- Pays d'origine :  États-Unis
- Longueur : 1000 pieds
- Date de sortie : 1912

## Distribution

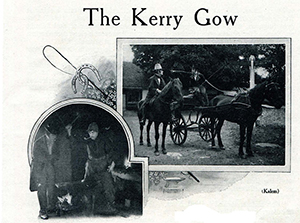
Photos promotionnelles du film.

- Alice Hollister : Nora Drew
- Jack J. Clark : Dan O'Hara
- J.P. McGowan : Valentine Hay
- Robert Vignola : Darby O'Drive
- Jack Melville : Jack Drew
- Eddie O'Sullivan : Patrick Drew
- Sidney Olcott : Captain Kiernan
- George Lester : Major Gruff
- Sonny O'Sullivan : Dinny Doyle
- Helen Lindroth : Alice Doyle

## Production
Le film a été tourné en Irlande durant l'été 1912, à Beaufort, village du comté de Kerry, situé à 10 km de Killarney.